# Британнія XI
ФК «Британнія XI» (англ. Football Club Britannia XI) — колишній футбольний та футзальний клуб з Гібралтару, заснований 1907 року та розформований у 2016 році. Виступав у Прем'єр-дивізіоні Гібралтару. У 2015 році клуб сформував футзальну команду. Домашні матчі приймав на стадіоні «Вікторія», потужністю 5 000 глядачів.

## Досягнення
- Прем'єр-дивізіон: 14

1907–08, 1911–12, 1912–13, 1917–18, 1919–20, 1936–37, 1940–41, 1954–55, 1955–56, 1956–57, 1957–58, 1958–59, 1960–61, 1962–63
- Другий дивізіон: 1

2013–14
- Кубок скелі: 3

1937, 1940, 1948.